# 列支敦士登國家博物館

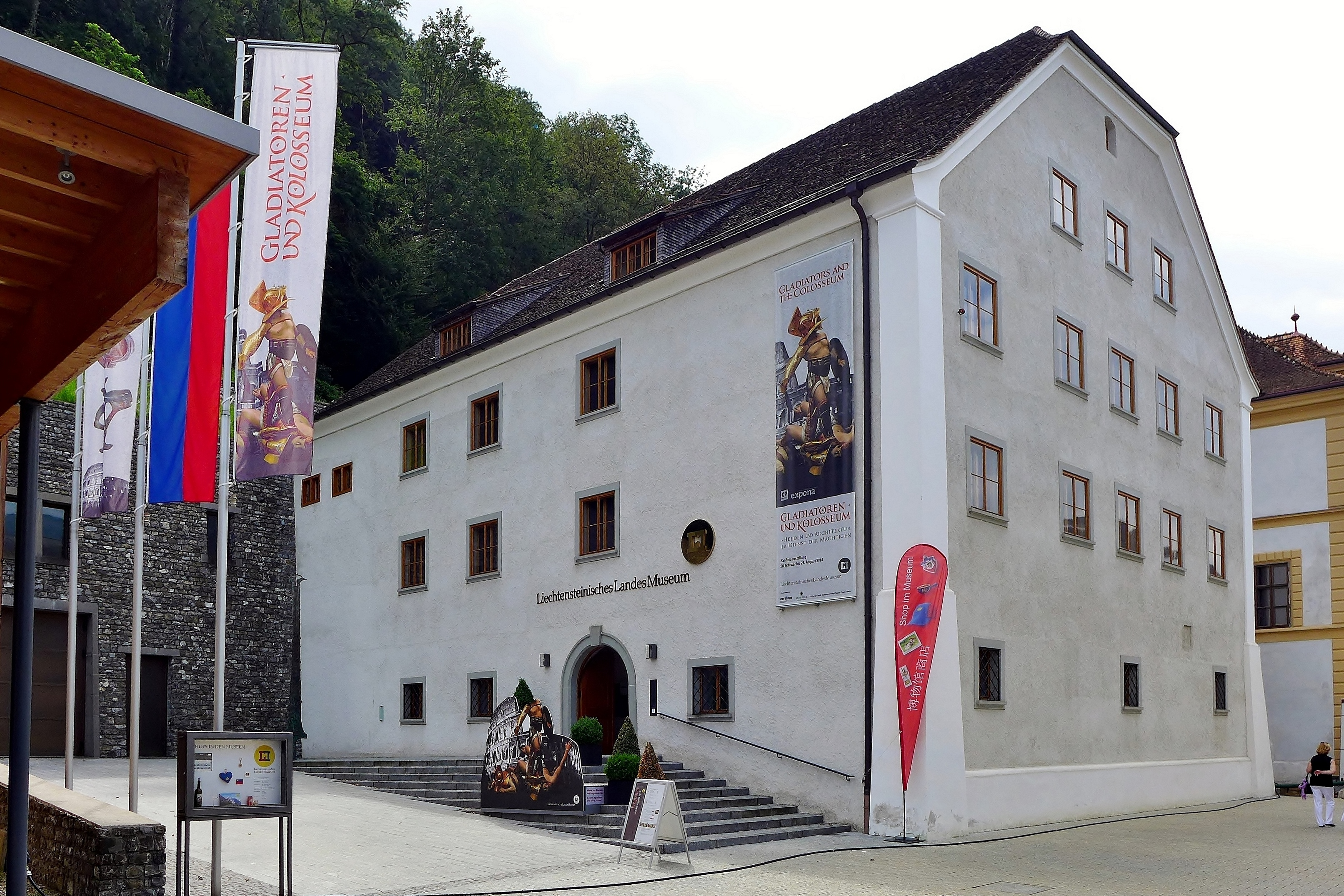
列支敦士登國家博物館

列支敦士登國家博物館（德語：Liechtensteinisches Landesmuseum) 是位於列支敦士登首都瓦杜茲的一家博物館。列支敦士登國家博物館的歷史可以追溯至1438年。在1998年至2018年期間，博物館進行了翻新和擴建工程。